# Pline (manga)
Pline (プリニウス, Plinius) est un manga écrit par Mari Yamazaki et dessiné en collaboration avec Miki Tori. Il a pour thème la vie du naturaliste romain Pline l'Ancien, auteur de l'Histoire naturelle. Il est publié aux éditions Shinchōsha depuis 2014 et compte 12 tomes en mai 2024. Une version française est publiée par Casterman dans la collection Sakka depuis 2017.

## Synopsis
En l'an 60 en Sicile, pendant une éruption de l'Etna, Pline rencontre Euclès, qui deviendra son scribe et le suivra partout pour noter tous les mots qu'il prononce pendant 20 ans jusqu'à la mort de Pline pendant l'éruption du Vésuve en 79.

## Thèmes
Après le succès de son manga Thermae Romae, vendu à 10 millions d'exemplaires, Mari Yamazaki décide de travailler sur la figure du naturaliste Pline, sur la vie duquel il existe peu de sources, ce qui laisse une grande place pour l'imagination. À la différence des historiens, le manga n'ignore pas le côté fantastique de son Histoire naturelle,  qui considérait comme réels des monstres tels que la chimère.
Vivant près de Venise, Mari Yamazaki s'occupe du scénario et travaille au dessin en collaboration avec Miki Tori, qui vit au Japon. Elle dessine les personnages tandis que Miki Tori s'occupe des décors. Après numérisation, les différentes parties des planches sont fusionnées pour avoir le résultat final.
Le manga fait de nombreuses références à des personnalités romaines ou grecques tels que Varron, Ésope (« On s'instruit en voyant le malheur de son prochain »), Phérécyde (qui serait mort dévoré par les poux qui couraient sur tout son corps), Sénèque, Sporus ou Pythagore (en).

## Personnages

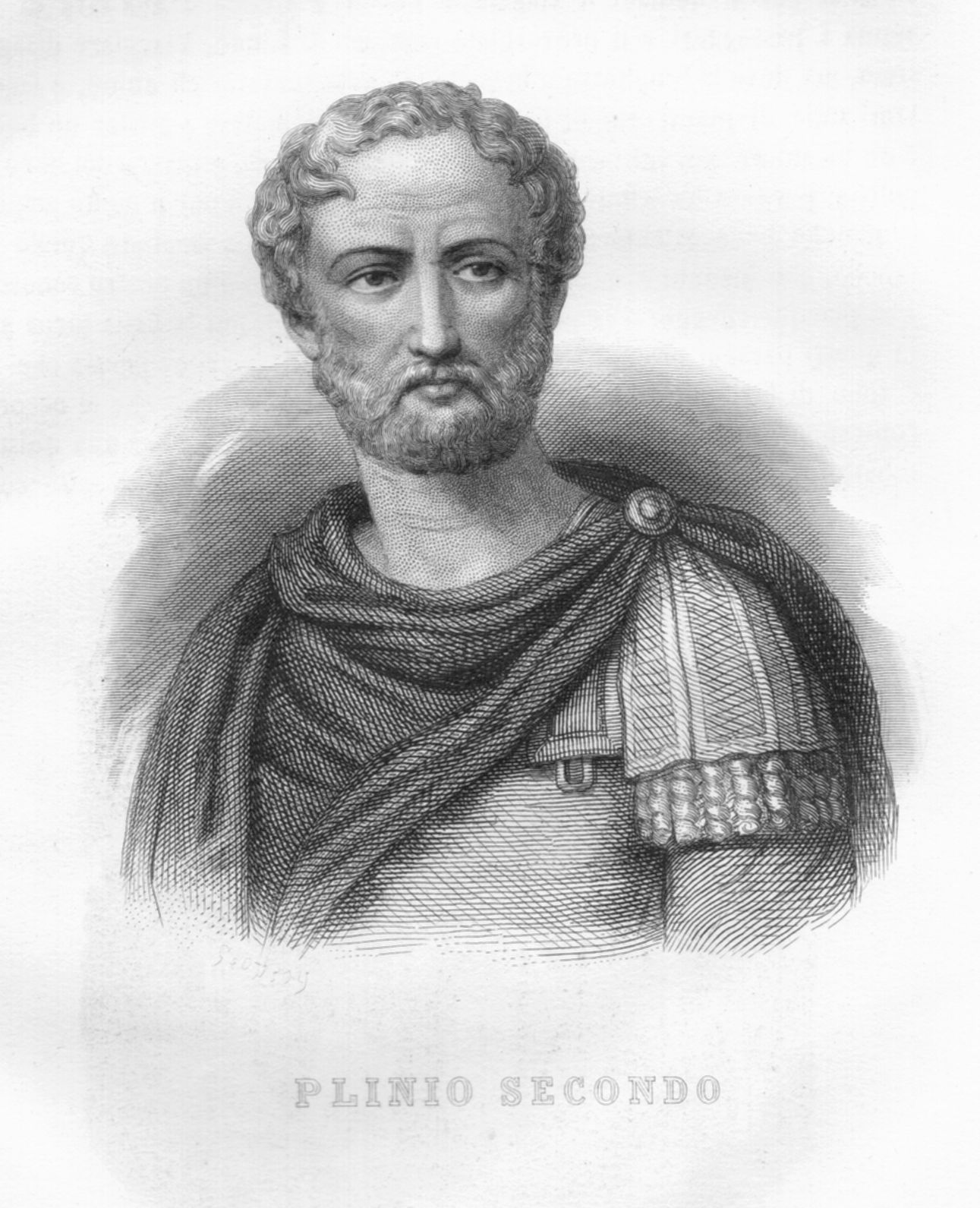
Portait imaginaire de Pline l'Ancien de 1859.

Pline l'Ancien
De son nom antique Gaius Plinius Secundus, il est envoyé en Sicile en tant que substitut du gouverneur de l'île qui s'est enfui à Rome lors d'une éruption de l'Etna en l'an 60. Il a pour mission d'établir rapidement un rapport sur l'étendue des dégâts. Parlant un grec parfait, il est en mesure de converser avec Euclès qui deviendra son scribe. Il souffre d'asthme.
Euclès
Jeune homme d'origine grecque vivant en Sicile, ayant étudié le grec et le latin, il perd tout ce qu'il possède durant l'éruption de l'Etna. Il rencontre Pline alors qu'il fouille les restes de sa maison à la recherche de choses à récupérer. N'ayant plus que des tablettes de cire (appelées deltoi par les Grecs et tabulae par les Romains) en sa possession, qui appartenaient à son père mathématicien mort de maladie deux semaines auparavant, qui lui-même les tenait de son père, il a alors pour projet de partir pour Rome ou Alexandrie pour y devenir grammairien et recommencer sa vie.
Néron
Empereur romain de 54 à 68, soit au début de l'histoire, il n'est pas satisfait de l'indépendance d'esprit dont fait preuve Pline et considère cela comme un manque de respect.

## Mots de Pline

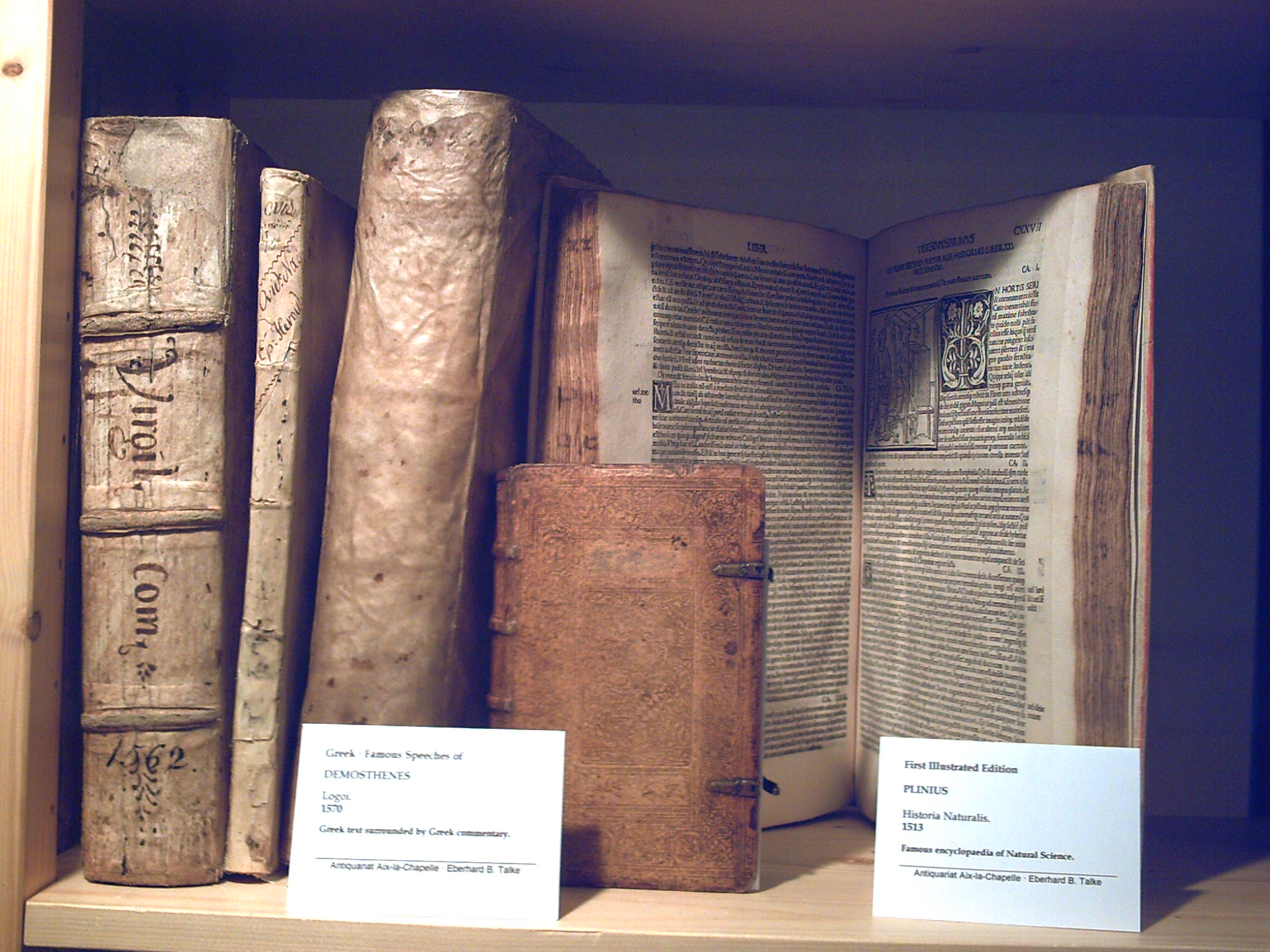
LHistoire naturelle de Pline l'Ancien (livre datant de 1513).

Tout au long du manga, Pline fait preuve d'une curiosité sans limite pour tout ce qui existe et décrit volontiers certains phénomènes.
Foudre
Pour Pline, la foudre est produite par le frottement des masses de vapeur d'eau à l'intérieur des nuages. Dans les contrées froides où même le sol gèle, il n'y aurait ni nuages, ni foudre. L'homme serait le seul animal qui ne meure pas lorsqu'il est foudroyé car la foudre doit circuler partout dans le corps pour tuer. Il existerait plusieurs sortes de foudres : la foudre humide qui a pour particularité de calciner ce sur quoi elle s'abat, la foudre qui s'accompagne d'une lumière très vive, ne consume pas mais produit un bruit fracassant et a pour particularité lorsqu'elle tombe sur un tonneau de ne laisser aucune trace sur sa surface extérieure tout en asséchant ce qu'il contient, et enfin la foudre qui ne tomberait que par temps clair.
Feu
L'étrange élément qu'est le feu existe dans les volcans, dans les astres et le soleil, dans les feux allumés par les hommes, dans ceux que renferme le sein de la pierre et dans ceux qui jaillissent de bois frottés l'un contre l'autre. Il y aurait du feu qui s'allumerait naturellement, sans frottement d'aucune sorte. Le feu pourrait même se déclarer à la surface d'un étang ou sur le corps humain. Il existerait une pierre à Egnatia, dans la région du Salente, sur laquelle le bois prend feu dès qu'on le pose dessus.
Médecine
Pour vaincre la toux, le plus efficace serait une cure de salive de cheval pendant trois jours, de boire du vin mélangé avec un foie de loup, ou encore du vin mélangé à des cendres d'excréments de lièvre.
Miel
Le miel soulagerait en particulier la gorge, les amygdales et la fièvre. Il serait le plus abondamment produit lors des nuits de pleine lune. Le meilleur de tous, le miel d'été, serait produit aux lueurs de l'aube, lorsque Sirius se lève.
Tremblements de terre
Les tremblements de terre seraient provoqués par les vents ayant pénétré les veines et cavités du globe terrestre et y sont enfermés.

## Liste des volumes
| no | Japonais         | Japonais          | Français                  | Français          | Français          |
| no | Date de sortie   | ISBN              | Titre                     | Date de sortie    | ISBN              |
| --- | ---------------- | ----------------- | ------------------------- | ----------------- | ----------------- |
| 1 | 9 juillet 2014   | 978-4-10771-757-3 | L'appel de Néron          | 18 janvier 2017   | 978-2-20313-243-6 |
| Liste des chapitres : - Chapitre 1 : Vesuvius - Chapitre 2 : Magna Graecia - Chapitre 3 : Nero - Chapitre 4 : Catia - Chapitre 5 : Roma - Chapitre 6 : Puteoli - Chapitre 7 : Palatinus                  |                  |                   |                           |                   |                   |
| 2 | 9 février 2015   | 978-4-10771-799-3 | Les rues de Rome          | 18 janvier 2017   | 978-2-20311-070-0 |
| Liste des chapitres : - Chapitre 8 : Cetra - Chapitre 9 : Felix - Chapitre 10 : Trastevere - Chapitre 11 : Germania - Chapitre 12 : Plautina - Chapitre 13 : Insula - Chapitre 14 : Poppea               |                  |                   |                           |                   |                   |
| 3 | 9 septembre 2015 | 978-4-10771-841-9 | Les griffes de Popée      | 21 juin 2017      | 978-2-20313-244-3 |
| Liste des chapitres : - Chapitre 15 : Gaïa - Chapitre 16 : Unicornus - Chapitre 17 : Burrus - Chapitre 18 : Anna - Chapitre 19 : Appia - Chapitre 20 : Campania - Chapitre 21 : Serinum                  |                  |                   |                           |                   |                   |
| 4 | 9 juin 2016      | 978-4-10771-899-0 | La colère du Vésuve       | 6 septembre 2017  | 978-2-20312-160-7 |
| Liste des chapitres : - Chapitre 22 : Pompei - Chapitre 23 : Pozzolana - Chapitre 24 : Lemures - Chapitre 25 : Dionysos - Chapitre 26 : Octavia - Chapitre 27 : Christ - Chapitre 28 : Malefica          |                  |                   |                           |                   |                   |
| 5 | 9 février 2017   | 978-4-10771-954-6 | Sous les vents d'Éole     | 3 janvier 2018    | 978-2-20315-359-2 |
| Liste des chapitres : - Chapitre 29 : Larcius - Chapitre 30 : Asellina - Chapitre 31 : Lepus Marinus - Chapitre 32 : Mare Nostrum - Chapitre 33 : Pirata - Chapitre 34 : Aeolia - Chapitre 35 : Strabone |                  |                   |                           |                   |                   |
| 6 | 7 octobre 2017   | 978-4-10772-016-0 | Carthage la Grande        | 13 juin 2018      | 978-2-20315-361-5 |
| Liste des chapitres : - Chapitre 36 : Minerva - Chapitre 37 : Africa - Chapitre 38 : Vespasianus - Chapitre 39 : Ftera - Chapitre 40 : Seneca - Chapitre 41 : Deserta - Chapitre 42 : Claudia            |                  |                   |                           |                   |                   |
| 7 | 9 juillet 2018   | 978-4-10772-100-6 | L'antre du dieu crocodile | 27 février 2019   | 978-2-20318-381-0 |
| Liste des chapitres : - Chapitre 43 : Jupiter - Chapitre 44 : Silenos - Chapitre 45 : Hippocampus - Chapitre 46 : Pantheon - Chapitre 47 : Pyramis - Chapitre 48 : Bastet - Chapitre 49 : Piso           |                  |                   |                           |                   |                   |
| 8 | 9 avril 2019     | 978-4-10772-176-1 | Le goût de la ciguë       | 23 octobre 2019   | 978-2-20318-382-7 |
| Liste des chapitres : - Chapitre 50 : Alexandria - Chapitre 51 : Levite - Chapitre 52 : Tigellinus - Chapitre 53 : Conium - Chapitre 54 : Creta - Chapitre 55 : Minotaurus - Chapitre 56 : Domus Aurea   |                  |                   |                           |                   |                   |
| 9 | 9 novembre 2019  | 978-4-10772-233-1 | L'opium d'Andromaque      | 21 octobre 2020   | 978-2-20320-279-5 |
| Liste des chapitres : - Chapitre 57 : Mithra - Chapitre 58 : Corbulo - Chapitre 59 : Corinthos - Chapitre 60 : Apollo - Chapitre 61 : Gymnasium - Chapitre 62 : Delphinus - Chapitre 63 : Tyrus          |                  |                   |                           |                   |                   |
| 10 | 9 septembre 2020 | 978-4-10-772319-2 | —                         | 22 septembre 2021 | 978-2-20322-164-2 |
| 11 | 8 juillet 2021   | 978-4-10-772407-6 | —                         | 9 mars 2022       | 978-2-20322-163-5 |

## Distinctions
En 2024, Pline reçoit le Prix culturel Osamu Tezuka, décerné chaque année par le magazine Asahi.